# توکیو الکترون
توکیو الکترون لیمیتد (به ژاپنی: 東京エレクトロン株式会社) شرکت صنایع الکترونیک و نیمه‌رسانای ژاپنی است، که در زمینه تولید مدارهای مجتمع، نیم‌رساناها، پنل و سلول‌های خورشیدی، لاک‌های نوری، ترانزیستورها، مدارهای مجتمع با کاربرد خاص فعالیت می‌کند. 
شرکت توکیو الکترون در سال ۱۹۶۳ توسط توکاو کابو و توشیو کوداکا با مشارکت و سرمایه‌گذاری ۵ میلیون ین شرکت توکیو برودکاستینگ سیستم تأسیس شد.
دفتر مرکزی این شرکت در محله آکاساکا شهر میناتو، توکیو، ژاپن قرار دارد و بخشی از سهام آن در بازار بورس توکیو معامله می‌شود.